# 惣領冬実
惣領 冬実（そうりょう ふゆみ、1959年1月6日 - ）は、日本の漫画家。女性。大分県別府市出身、大分県立芸術緑丘高等学校卒業。血液型O型。

## 来歴・作風
観世流能楽師の家に生まれる。幼少期より馬などの絵を描くのが好きだったが、漫画に関心は特になかった。
服飾専門学校に在籍中、装苑賞の資金調達のために偶然目にした小学館主催の新人賞に応募する。そこで佳作を受賞し、『別冊少女コミック』1982年4月号に掲載された『陽だまりの訪問者』でデビュー。
少女コミック時代の代表作は、『ピンクなきみにブルーなぼく』、小学館漫画賞を受賞した『ボーイフレンド』、音楽業界を描いた『3-THREE-』、バイクレーサーを描いた『MARS』など。
傑出した描写力、そして長編を描き切る力量を評価されていた。しかし、少女漫画における恋愛中心の描写よりも、もっと色々な角度からの人間を描きたいという要望により、青年誌である『モーニング』（講談社）へ移籍した。
モーニングへの移籍後は、遺伝子や精神世界を描いた近未来SF『ES -Eternal Sabbath-』、イタリアの偉人を描いた『チェーザレ 破壊の創造者』を連載。それらの作品の多くは日本国外でも出版されている。2016年には『チェーザレ 破壊の創造者』の連載を一旦中断し、ルイ16世とマリー・アントワネットの真実を描く『マリー・アントワネット』をヴェルサイユ宮殿の監修の下で執筆、『モーニング』2016年38号より41号まで全4話の構成で連載された。

## 人物
「惣領冬美」と誤記されることが多い。デビュー前は「惣領冬彌」のペンネームで作品を投稿していた。これらのペンネームについては、漫画家小椋冬美および、彼女の作品「さよならなんていえない」（りぼん1982年9月号～1983年10月号連載）の主役名「総領麻美」に由来するものといわれることがあるが、惣領は小椋のその作品の発表以前から「惣領冬彌」のペンネームを使用しており、惣領自身もこの風説を否定し、小椋と面識はないと主張している。
作画にはつけペンは使わず、時間の節約のためにミリペン（ピグマ0.05 - 0.1mm）を使用している。

## 作品リスト
- おなじくらい愛 (全2巻)
- ピンクなきみにブルーなぼく （全4巻、小学館文庫）
- 太陽のイヂワル 惣領冬実傑作短編集 （全1巻、講談社）
- 彼女がカフェにいる （全6巻、小学館・文庫版全4巻）
- 天然の娘さん （全2巻、小学館・文庫版全1巻）
- 惣領冬実傑作集
  1. 終わるHeartじゃねえ
  2. サボテン
- ラブ・スタイルズ 彼の心をつかみたい貴女に（講談社）
- 3-THREE- （全14巻、小学館・文庫版全8巻、講談社版全8巻）
- DOLL （全1巻、講談社）
- ボーイフレンド （全10巻、小学館・文庫版全6巻、講談社版全6巻）
- チキチキBOM! （全2巻、小学館）
- エデンで会おう （全1巻、小学館）
- MARS （全15巻、講談社・文庫版全8巻）
  - MARS外伝 名前のない馬 （全1巻、講談社）
- タマラ （全1巻、講談社）
- ES -Eternal Sabbath- （全8巻、講談社・文庫版全5巻）
- チェーザレ 破壊の創造者 （講談社『モーニング』にて月1回連載、全13巻）
- マリー・アントワネット（監修：ヴェルサイユ宮殿、全1巻）

## 出演
- 浦沢直樹の漫勉 neo（NHK Eテレ 2020年12月10日） - 『チェーザレ 破壊の創造者』の製作過程を収録した画像を見ながら浦沢と対談。ミリペンによる作画テクニックを披露した。